# 九斿六
波江座60，又名BD-16 964，HD 30814、SAO 149924、HR 1549，是波江座的一颗恒星，视星等为5.03，位于銀經214.84，銀緯-33.96，其B1900.0坐标为赤經4h 45m 41.1s，赤緯-16° -33.96′ 27″。